# 부자란아족
부자란아족(附子蘭亞族, 학명: Coryciinae 코리키이나이[*])은 난초족의 아족이다. 과거에는 디사난초족(Diseae)에 속하는 것으로 여겨졌으나, 2015년 분류 체계에서 디사난초족이 난초족에 병합됨에 따라 난초족에 속하게 되었다.

## 하위 분류
- 부자란속(Corycium Sw.)
- Ceratandra Lindl.
- Evotella Kurzweil & H.P.Linder
- Pterygodium Sw.